# Edmund de Waal

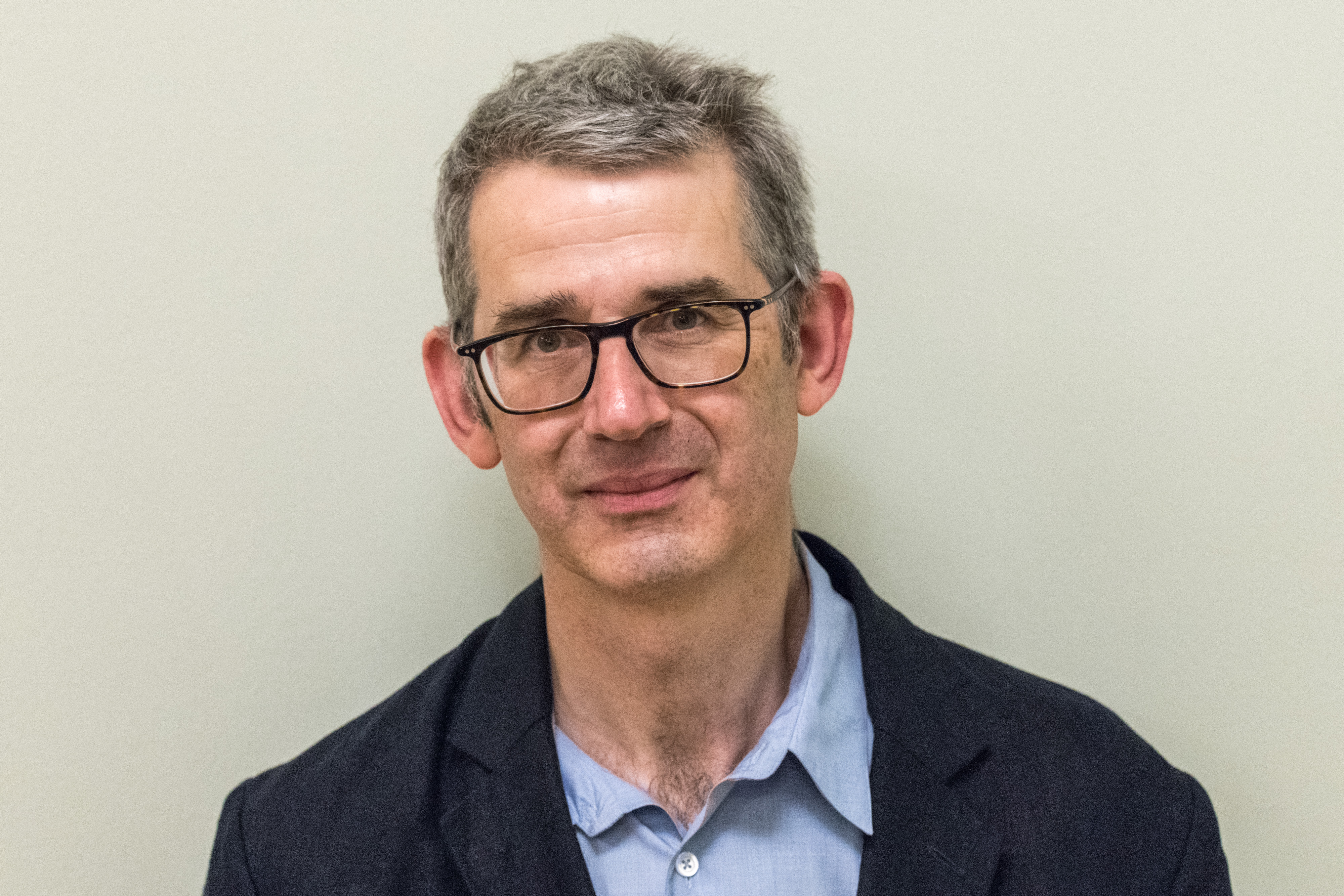
Edmund de Waal (2019)

Edmund Arthur Lowndes de Waal CBE, FRSA (* 10. September 1964 in Nottingham, England), ist ein britischer Keramiker und Autor.

## Leben
Edmund de Waal ist der Sohn des anglikanischen Geistlichen und Dekans der Kathedrale von Canterbury (1976–1986), Victor de Waal (* 1929) und seiner Ehefrau Esther. De Waals Großmutter, Elisabeth de Waal (1899–1991), wurde 1899 in die Wiener jüdische Familie Ephrussi geboren. Sie war im deutschen Sprachraum die erste Frau, die zur juristischen Methodenlehre beitrug. Elisabeth Ephrussi heiratete den Niederländer Hendrik de Waal und zog mit ihm durch Europa, bevor sie sich im Zweiten Weltkrieg vor der Judenverfolgung nach England in Sicherheit bringen konnte. Zu ihrem Roman Donnerstags bei Kanakis, der 2014 bei Zsolnay in deutscher Übersetzung erschien, schrieb ihr Enkel das Vorwort.
Edmund de Waal schloss die Schule an der King’s School in Canterbury ab, bevor er ein Stipendium für das Studium der englischen Sprache am College Trinity Hall in Cambridge erhielt.
Bereits während seiner Schulzeit in Canterbury erlernte de Waal das Töpferhandwerk. So war es nur konsequent, dass er nach dem Studienabschluss in Cambridge am College Trinity Hall seine eigene Töpferei im Westen Englands nahe der Grenze zu Wales eröffnete. Gleichzeitig erlernte er die japanische Sprache an der University of Sheffield und erhielt ein zweijähriges Arbeitsstipendium von der Stiftung der japanischen Börsenmaklerfirma Daiwa Shōken Group Honda, das ihm die Arbeit im Mejiro Ceramics Studio in Tōkyō ermöglichte.

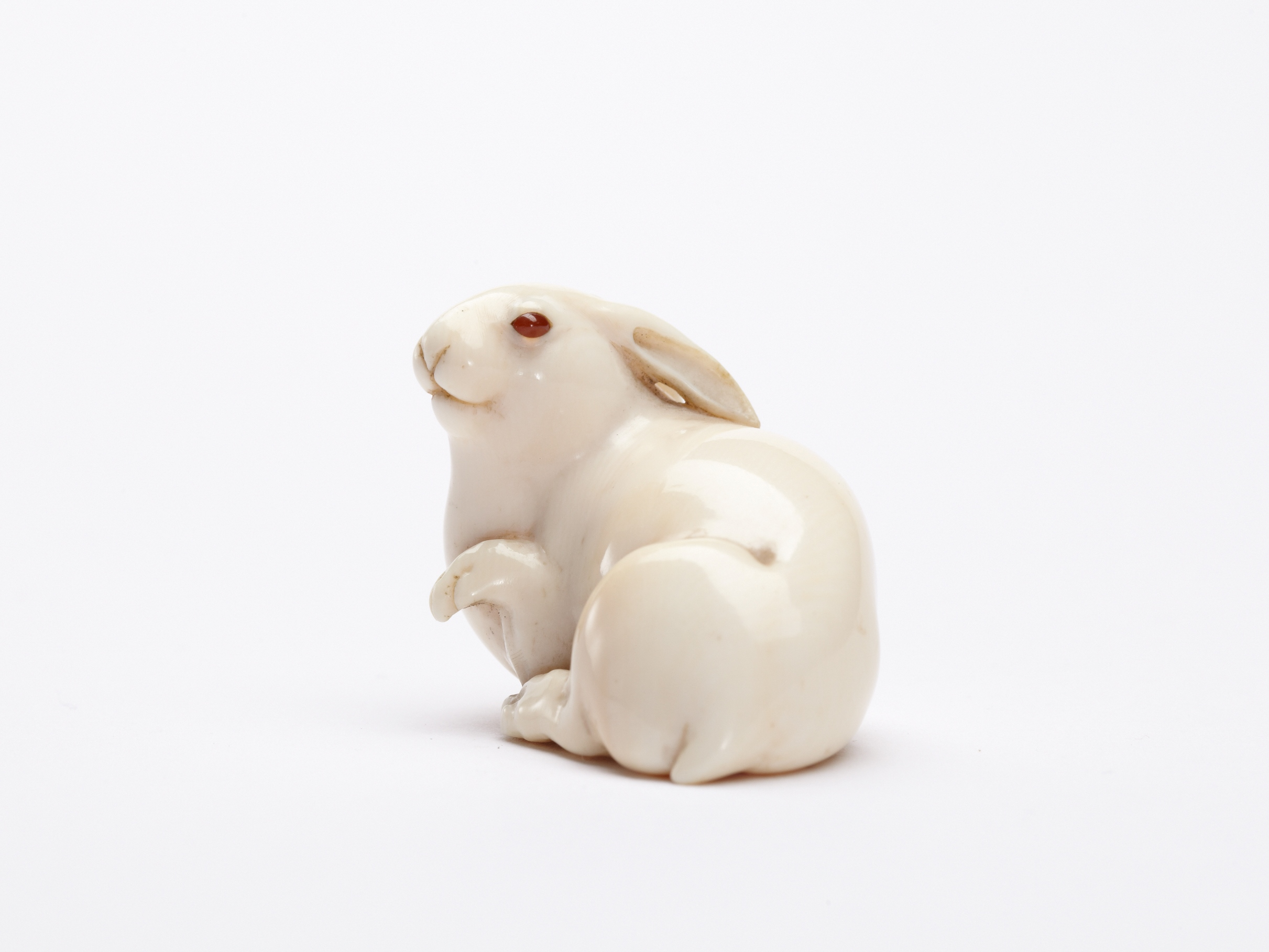
Hase mit Bernsteinaugen netsuke, von Masatoshi, Osaka, ca. 1880, signiert, aus Elfenbein, Bernstein, Büffelhorn (Sammlung Ephrussi)

De Waals Keramiken sind von der japanischen Töpferei beeinflusst, zeigen schlichte Formen und gedeckte Farben. Die Ausformungen sind meistens zylindrische Porzellan-Töpfe mit blassen Seladon-Glasuren. Seine Werke werden in Chatsworth House, Kettle’s Yard, Tate Britain und dem Victoria and Albert Museum in London gezeigt. Er lebt und arbeitet in London. De Waal ist seit 2004 Professor für Keramik an der University of Westminster in London.
2010 wurde de Waals Familiengeschichte The Hare with the Amber Eyes: a Hidden Inheritance veröffentlicht und im selben Jahr mit dem Costa Book Award in der Sparte Biographie ausgezeichnet. Der Titel bezieht sich auf eine der 264 Netsukefiguren, die de Waal von seinem Großonkel Iggy (Ignaz/Ignace) Leo Ephrussi (1906–1994) geerbt hatte. Die Geschichte schildert das Leben seiner Vorfahren mütterlicherseits, der aus Odessa stammenden jüdischen Familie Ephrussi, die als griechische Sepharden durch Handels- und Bankgeschäfte in ganz Europa bekannt wurden, dann als Juden in der Zeit des Nationalsozialismus verfolgt wurden. 2011 erschien das Werk auf Deutsch unter dem Titel Der Hase mit den Bernsteinaugen. Das verborgene Erbe der Familie Ephrussi und wurde ein Bestseller. Edmund de Waal nimmt sich als Autor die schriftstellerische Freiheit, über die Geschichte seiner Familie aus einer sehr persönlichen Perspektive zu berichten, die allerdings mitunter von der Wirklichkeit etwas abweicht, etwa bei der Darstellung des Bankhauses Ephrussi & Co. 2021 entschloss sich die Gemeinde Wien, den Familienroman in 100.000 Gratisexemplaren zu verteilen.
Von Oktober 2016 bis Januar 2017 kuratierte de Waal im Kunsthistorischen Museum in Wien die Ausstellung During the Night. In einem dunklen Saal zeigte er Fundstücke aus dem Museum, der Kunstkammer und dem Depot. Er kombinierte dabei Kunstschätze wie eine alte Platon-Ausgabe, kleine Reliquiare und Magensteine von Lamas.
2018 übergab Edmund de Waal 170 Netsukes als Dauerleihgabe an das Jüdische Museum Wien. Im Herbst 2019 nahm er in diesem Museum an der Eröffnung einer Ausstellung über die Geschichte der Familie Ephrussi teil. Sein über 90-jähriger Vater Victor de Waal erhielt im Januar 2021 auf eigenen Wunsch die österreichische Staatsbürgerschaft zurück, die er als Kind gehabt hatte.
2021 erschien auch sein Briefroman Letters to Camondo, mit fiktiven Briefen an den kunstsinnigen jüdischen Bankier und Sammler Comte Moïse de Camondo, der sein prächtiges Palais in Rue de Monceau mit seinem Tod 1936 der Stadt Paris als Museum Nissim de Camondo hinterließ. De Waal erzählt anhand der im Museum bewahrten Artefakte aus dem Haus Camondo die Familiengeschichte (die eigene wie die Camondos), die er mit der Kulturgeschichte verbindet und zugleich ein Kulturverständnis aufzeigt, das in Folge der politischen Barbarei untergegangen ist.

## Ehrungen und Preise
- 2021: Commander des Order of the British Empire
- 2018: Martin Roth Lecture, Staatliche Kunstsammlungen Dresden
- 2015: Windham–Campbell Literature Prize in der Kategorie Non-Fiction
- 2011: Ondaatje Prize der Royal Society of Literature, für The Hare with the Amber Eyes
- 2010: Costa Book Award, Sparte Biographie, für dasselbe Buch
- 2003: Silbermedaille, Welt-Keramikausstellung, Korea
- 2000–2002: Leverhulme-Forschungsstipendium
- 1998: British Council Award
- 1996: London Arts Board, Individual Artists Award
- 1996: Fellow der Royal Society of Arts (FRSA)
- 1991–1993: Arbeitsstipendium der Daiwa Anglo-Japanese Foundation

## Ausstellungen
- 2012: Edmund de Waal at Waddesdon Manor.
- 2014: Edmund de Waal: Lichtzwang. Theseustempel, Volksgarten Wien: Kunsthistorisches Museum, Wien[9].
- 2014/2015: Edmund de Waal: Atmosphere, Turner Contemporary, Margate, Kent, England.
- 2016: Irrkunst. Galerie Max Hetzler, Berlin-Charlottenburg. Katalog.

## Schriften
- Letters to Camondo. Chatto & Windus, London 2021, ISBN 978-1-78474-431-1.
  - deutsch: Camondo. Übersetzt von Brigitte Hilzensauer, Zsolnay, Wien 2021, ISBN 978-3-552-07257-2.
- The White Road. A Pilgrimage of Sorts. Farrar, Straus & Giroux, New York 2015.
  - deutsch: Die weiße Straße. Auf den Spuren meiner Leidenschaft. Hanser, München 2016, ISBN 978-3-552-05771-5.[10]
- mit Claudia Clare: The Pot Book. Phaidon, New York 2011, ISBN 978-0-7148-4799-3.
- The Hare with Amber Eyes: a Hidden Inheritance. Chatto & Windus, London 2010, ISBN 978-0-7011-8417-9. Gleichzeitig bei Straus and Giroux, New York.[11]
  - deutsch: Der Hase mit den Bernsteinaugen. Das verborgene Erbe der Familie Ephrussi. Übersetzt von Brigitte Hilzensauer. Zsolnay, Wien 2011, ISBN 978-3-552-05556-8.[12]
- From Zero. Ausstellungskatalog. Alan Christea Gallery, London 2010, ISBN 978-0-9564876-0-5.
- 20th century ceramics. Thames & Hudson, London/New York 2003, ISBN 0-500-20371-7.
- mit anderen: Timeless Beauty: Traditional Japanese Art from the Montgomery Collection. Skira, Mailand 2002, ISBN 88-8491-088-9.
- New ceramic design. Guild Pub., Madison (Wisconsin) 1999, ISBN 1-880140-44-6.